# Schwerborn
Schwerborn ist ein Ortsteil der thüringischen Landeshauptstadt Erfurt.

## Geografie

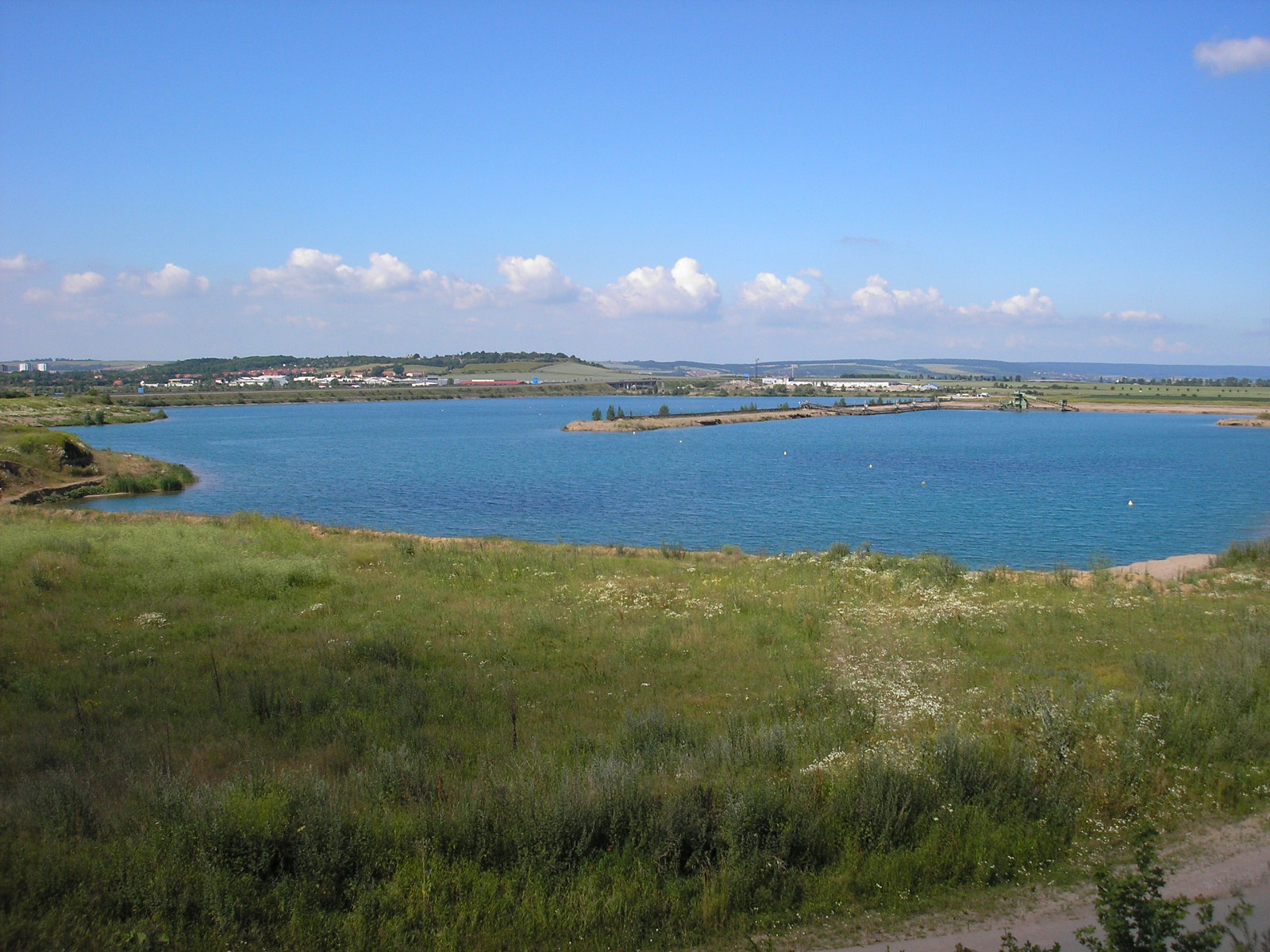
Schwerborner See

Schwerborn liegt nordöstlich des Erfurter Stadtkerns im Thüringer Becken in einer flachen, waldarmen Umgebung, die landwirtschaftlich geprägt ist. Nördlich des Ortes liegt der Galgenhügel (221 m), südwestlich der Fuchsberg (204 m), südlich der Kleine Rote Berg, der Schindeberg (220 m) und der Schwabenberg (234 m), weiter entfernt südöstlich der Große Katzenberg (235 m) und der Kleine Katzenberg (236). Landschaftsprägend sind besonders die Erfurter Seen westlich des Dorfs. Dabei handelt es sich um geflutete ehemalige Kiesgruben. Die wichtigsten der Erfurter Seen nahe Schwerborn sind der Sulzer See, der Schwerborner See und der Stotternheimer See.
Nachbardörfer sind Stotternheim im Nordwesten, Udestedt im Nordosten und Kleinmölsen, Töttleben sowie Kerspleben im Südosten.

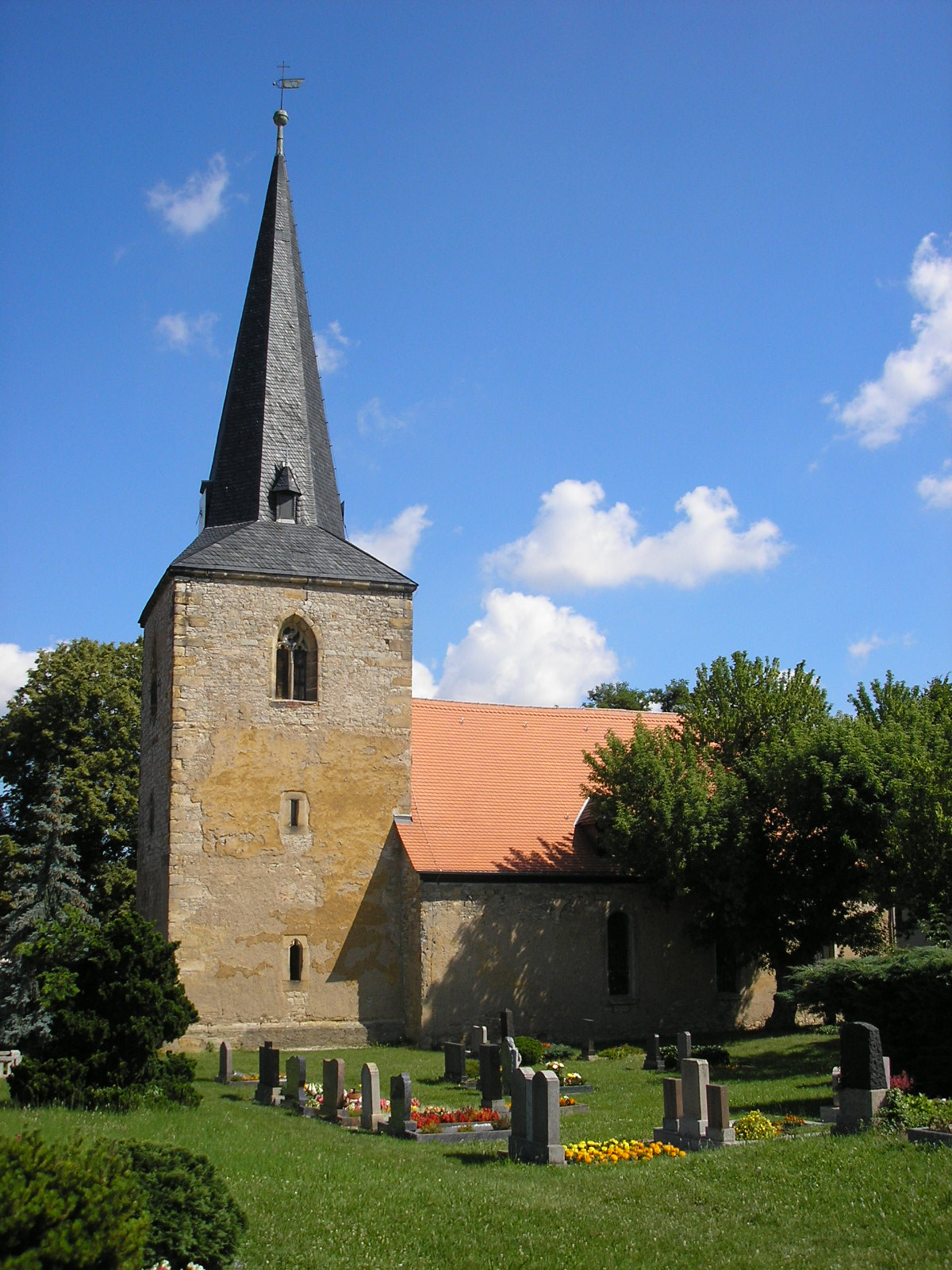
Dorfkirche St. Lukas

## Geschichte
Der Ortsname könnte sich von Suebenborn herleiten (von germanischen Sueben, die hier an einer Quelle gesiedelt haben). Schwerborn wurde 876 erstmals urkundlich erwähnt. Danach tauchten auch die Namen Sueribrunno und Swerboran auf. Seit dem 15. Jahrhundert gehörte Schwerborn zum etwa 85 Dörfer umfassenden Landbesitz der Stadt Erfurt, die es 1664 Kurmainz unterstellen musste. Auf dem Wiener Kongress wurde Schwerborn mit Stotternheim, im Gegensatz zur Stadt Erfurt und dem übrigen Amt Gispersleben, die preußisch wurden, dem Großherzogtum Sachsen-Weimar-Eisenach (Amt Vieselbach) zugeschlagen. So verblieb es bis 1952 im Landkreis Weimar, bevor es in jenem Jahr zum Kreis Erfurt-Land kam, bei dem es bis zur Eingemeindung am 1. Juli 1994 blieb.

## Einwohnerentwicklung
| Jahr      | 1843 | 1910 | 1939 | 1990 | 1995 | 2000 | 2005 | 2010 | 2015 | 2020 |
| --------- | ---- | ---- | ---- | ---- | ---- | ---- | ---- | ---- | ---- | ---- |
| Einwohner | 345  | 397  | 538  | 516  | 602  | 667  | 659  | 592  | 603  | 637  |

## Wirtschaft und Verkehr

### Wirtschaft
Schwerborn besitzt keine eigenen Gewerbegebiete, allerdings liegen die großen Industrie- und Gewerbeflächen im Norden Erfurts nur etwa drei Kilometer südwestlich.
Nördlich des Ortes liegt die Deponie Erfurt-Schwerborn. Sie ist seit 1976 in Betrieb und hatte früher den Ruf als „stinkender Müllberg“. Seit 1990 wurde die 92 Hektar große Deponie modernisiert. Zwanzig Prozent der Fläche sind durch vielfältige Maßnahmen renaturiert worden. Unter anderem weiden schottische Soayschafe auf den Grünflächen und pflegen so den Bewuchs. Der rekultivierte so genannte Altkörper der Deponie entwickelt sich zu einem „Naturidyll“ mit reicher Flora und Fauna. Feldhasen, Rehe, Igel und Rotmilane haben sich angesiedelt.
Südlich von Schwerborn, auf der Fläche am Katzenberg, stehen über ein Dutzend Windkraftanlagen (2015). Nun will die Firma Enercon acht weitere WKA dort bauen, die näher zum Ort liegen und von denen drei 185 m hoch werden sollen. Bei bereits fortgeschrittener Planung positionieren sich Ortsteilbeirat und Ortsteilbürgermeister gegen das Projekt. Nur durch Zufall erfuhren sie davon.

### Verkehr
Schwerborn liegt am Dreieck Erfurt-Nord der Bundesautobahn A 71 mit der Erfurter Osttangente. Die A 71 ist über die Anschlussstelle Erfurt-Stotternheim erreichbar und die Osttangente über die Anschlussstelle Erfurt-Roter Berg. Mit Erfurt ist Schwerborn über die Schwerborner Straße, die nördliche Fortsetzung der Magdeburger Allee, verbunden. Eine weitere Straße verbindet das Dorf mit Stotternheim. Die nächsten Bahnhöfe sind Stotternheim und Erfurt-Ost an der Bahnstrecke Sangerhausen–Erfurt. An den ÖPNV ist der Ort über einen Stadtbus angebunden.

## Dorfkirche St. Lukas
Die ursprünglich dem Hl. Nikolaus geweihte Kirche liegt in der Mitte des Dorfes. Nach diesem Namen ist vermutlich auch die Straße Nicolausberg am nördlichen Ortsrand benannt. Unweit dieser Straße stand früher eine kleine Kapelle an einem Weinberg der Mönche des nahe gelegenen Zisterzienser-Klosters Barkhausen, einer Tochter des Georgenthaler Klosters. Durch den regen Handel mit Italien, woher die Lukasverehrung stammt, setzte sich der Name St. Lukas für die Kirche im Laufe der Jahrhunderte durch.
Die Kirche ist baugeschichtlich vor 1540 zu datieren. Sie hat an der Westseite des Kirchenschiffes einen der Anlage nach spätgotischen Turm mit quadratischem Grundriss und schiefergedecktem Pyramidendach und einer hohen oktogonalen Spitze, gekrönt von einem Turmknopf mit Wetterfahne. Der Turm wurde Anfang des 17. Jahrhunderts gebaut. Auf der Süd- wie der Westseite datieren ihn Mauerinschriften auf 1614. Der Turm beherbergt im Erdgeschoss einen in den 1930er Jahren als Taufkapelle ausgebauten Raum mit hölzernem Kreuzgratgewölbe. Der große Taufstein im Turmzimmer stammt aus dem 16. Jahrhundert und stand ursprünglich im Altarraum.
Das Kirchenschiff hat einen rechteckigen Grundriss, sein nach Osten hin mit einem Krüppelwalm abschließendes Satteldach hat auf jeder Traufseite zwei Dachhäuschen mit Okulifenstern. Den Innenraum dominiert ein großer Kanzelaltar (erbaut 1753) im Osten der Kirche. Auf der Westseite, ihm gegenüber befindet sich eine kleine Helfenbein-Orgel, ohne Prospekt. Erwähnenswert ist noch eine Sakramentsnische in der Südwand. Die derzeitige Innengestaltung geht im Wesentlichen auf einen Umbau im letzten Drittel des 19. Jahrhunderts zurück.